# Naključje
Naključje (slučaj) je to, »kar povezuje, povzroča sovpad nepričakovanih, med seboj vzročno nepovezanih dejanj, dejstev«. Zanimanje za izjemna in nenavadna naključja je povezano z zanimanjem za nadnaravno, paranormalno in okultno. V nekaterih primerih se naključje povezuje z usodo, tj. kar določa potek človekovega življenja tako, da se nanj ne da vplivati. V očeh statistike so naključja predvidljivejša, kot se nam običajno zdi. Možnost, da imata dve osebi hkrati rojstni dan, je npr. v skupini 23 ljudi že več kot 50-odstotna. 

## Etimologija
Beseda izvira iz starocerkvenoslovanskega glagola 'kl'učiti sę', ki pomeni 'skladati se, prilegati se', kasneje pa je pomenil 'ustrezno se pravočasno najti na istem mestu', še kasneje pa 'zgoditi se'. Podobne glagolske oblike najdemo v več slovanskih jezikih, zaradi skupnega indoevropskega korena pa se podobne oblike najdejo tudi v baltskih jezikih.

## Sočasnost
Švicarski psihiater in psihoanalitik Carl Jung je s Paulijem razvil teorijo, po kateri do izjemnih naključij (uporabljal je izraz sinhroniciteta) pride zaradi odsotnosti vzročne povezave med rečmi, ki sovpadejo. Naslonila sta se na knjigo Das Gesetz der Serie (Zakon serije) avstrijskega biologa Paula Kammererja, ki prinaša sto anekdot o naključjih v vsakdanjem življenju. Status naključja dobi dogodek, za katerega se nam zdi, da ni verjetno, da bi se zgodil hkrati z drugim. Čeprav dogodka med seboj nista povezana, v njunem sovpadanju iščemo pomen. Do Jungove teorije je kritična statistična teorija verjetnosti.

## Vzročnost
Naključnost dogodka se meri z verjetnostnim računom: z večjo verjetnostjo se zgodijo vzročno-posledično povezani dogodki. Daljši ko je niz naključij, večja je njihova verjetnost in bolj se zdi, da so med seboj nekako povezani. V očeh statistike daljša serija naključij kaže na to, da zanje obstaja neki vzrok.

## Klasifikacija
Z naključjem se ukvarjajo različne vede.
- Filozofija (Kaj je naključje?)
- Matematika (Ali se naključje lahko načrtuje?)
- Fizika (Kako ločimo med naključjem in vzročnostjo?)
- Psihologija (Zaznavanje naključja)
- Sociologija (So tudi v razvoju družbe naključja?)

## Naključje v literaturi
Naključnost je ena od možnih motivacij literarnega dogajanja. Taka motiviranost je značilna za popularno literaturo, ki s tem odstopa od zahteve po vzročno-posledični motiviranosti dogajanja v realistični poetiki in od kake drugačne (ideološke, umetniške, verske) predvidljivosti dogajanja. Sovpad nepredvidljivih dogodkov bralca primora k iskanju alternativnih povezav med njimi. Več ko je naključij, večja je verjetnost, da do njih prihaja po nekem še neodkritem pravilu, ki pogosto dobi ime usoda. V literarnih delih naključja služijo razlagi, da osebe niso gospodar nad svojim življenjem, ampak se preko naključij razkriva, kako o življenju odloča usoda. Besede naključje, slučaj in usoda rade zaidejo v naslove literarnih del: Slučaji usode, Špijonova usoda, Mož usode; Igra o ljubezni in naključju, Vaško naključje,  Prst božji ali izgledi božjih kazni, oziroma slučaji, ki niso slučaji ..., na podobno razumevanje sveta kažejo tudi naslovne besede "nenavadni" ali "čudoviti" (Robinzon starši: njegove vožnje in čudovite dogodbe). V kmečki povesti katoliške smeri se skozi nepričakovane dogodke kaže "božja previdnost", tj. predvidljivost dogodkov. Pregelj pravi, da je »deus ex machina, ki v koncu pripovedi kaznuje grešnike, za antropocentrike res primer naključja, za vernega človeka pa je tak slučaj v svetu, ki ga modro vodi bog, ne samo verjeten, ampak celo nujen«. V povestih Marjetica, Krka umira, Gadje gnezdo do razpletov pride zaradi točno določene ideje, npr. »zveza med bogatim fantom in revno deklico ne more biti uspešna, ker revni sloji nimajo preživetvene sposobnosti, tj. energije za tako zvezo«. Naključnost oz. predvidljivost dogodkov se od žanra do žanra razlikuje. Dogodek, ki se v nekem tekstu zdi golo naključje, je lahko iz perspektive kakega žanra ali ideologije popolnoma predvidljiv ali celo nujen.   
V literarni zgodovini se pojem naključja pojavlja v sintagmi »srečno personalno naključje«, s katero Boris Paternu razlaga pojav Franceta Prešerna in rojstvo slovenske umetniške književnosti.